# Kielotorni
La Kielotorni est une tour résidentielle située dans Tikkurila à Vantaa en Finlande. 

## Présentation
Située entre les rues Kielotie et Talvikkitie, la Kielotorni est l'un des plus hauts immeubles résidentiels de Vantaa, et mesure 50 mètres de haut.
Le bâtiment a 17 étages et il compte 78 appartements,. 
Sa construction s'est achevée en décembre 2005. Le bâtiment est conçu par Timo Vormala et construit par Skanska.